# Porta dei Giardini
La Porta dei Giardini o Bab ar Riyàd, riaffiorata tra gli scavi delle fondamenta di Palazzo dei Normanni è la più antica porta della città di Palermo a noi finora pervenuta.   

## Epoca punica
Campagne di scavi condotte presso le ciclopiche fondamenta puniche del Palazzo Reale hanno portato alla luce resti di una preesistente porta punica, che probabilmente aveva funzioni di porta urbica. 
Adiacente, una postierla, cioè un piccolo varco che in epoca araba garantiva il semplice passaggio a singoli pedoni. Il varco presenta un modesto impianto a semplice fornice ad arco ribassato, in conci di tufo squadrati.

## Epoca araba
Ibn Hawqal, geografo e viaggiatore arabo, nell'ultimo quarto del X secolo, nella sua descrizione di Palermo, elenca una serie di porte che allora consentivano l'ingresso alla città attraverso la cinta muraria.
Nei pressi del Palazzo Reale garantiva l'accesso la Bab ar Riyàd, una porta araba aperta nel 950 dall'emiro Abū l-Qāsim al-Hasan.

## Epoca normanna - contemporanea
La porta sparì in epoca normanna e riaffiorò ai nostri tempi, tra le fondamenta del Palazzo Reale, proprio sotto le Sale del Duca di Montalto comunicanti con piazza della Vittoria e accessibile dal lato ovest del Cortile di Maqueda.